# Parnásio (prefeito do Egito)

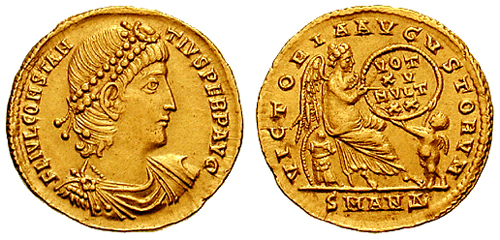
Soldo de Constâncio II r.

Parnásio ou Parnássio (em latim: Parnas(s)ius) foi um oficial romano pagão do século IV, ativo durante o reinado do imperador Constâncio II (r. 337–361). Nascido e domiciliado em Patras, na Acaia, tornou-se desde cedo cidadão de Corinto, onde mantinha propriedades. Em data desconhecido, segundo relatado por Amiano Marcelino, abandonou Patras em busca de ofício. Em 357, Parnásio foi nomeado como prefeito do Egito em sucessão de Catafrônio.
Enquanto esteve em ofício recebeu uma das epístolas do sofista Libânio na qual há menção ao coríntio Aristófanes que estava servindo no Egito sob ele. Exerceu a função de prefeito até 359, quando foi substituído por Italiciano. Nesse ano foi julgado por traição por Paulo 4 em Citópolis, onde foi considerado culpado e então exilado; fora acusado por ter se consultado com um astrólogo. Em 363, no entanto, foi perdoado e suas propriedades em Corinto foram restauradas.